# 进化镇 (凤冈县)
进化镇，是中华人民共和国贵州省遵义市凤冈县下辖的一个乡镇级行政单位。

## 行政区划
进化镇下辖以下地区：
前进社区、黄荆村、中心村、临江村、大堰村、熊坪村、沙坝村和红安村。